# Британ Феррі Ллансавел
Британ Феррі Ллансавел (англ. Briton Ferry Llansawel AFC) — футбольний клуб із міста Бритон Феррі в Уельсі, який зараз виступає в Прем'єр-лізі Уельсу. Клуб був утворений у 2009 році після злиття Британ Феррі Атлетик та Ллансавел.
На емблемі клубу використовуються зелений, червоний і жовтий кольори, які представляють кольори двох об'єднаних команд. У сезоні 2009-10 домашніми кольорами були традиційна червоно-зелена сорочка Британ Феррі, зелені шорти та червоні гетри. Виїзними кольорами були традиційна жовта футболка «Ллансавела», чорні шорти та жовто-чорні гетри з обручем.

## Історія
У вересні 2008 року представники Briton Ferry Athletic та Llansawel почали обговорювати можливість злиття двох клубів. Після тривалого періоду розгляду 28 квітня 2009 року було оголошено, що обидва клуби об'єдналися й утворили «Британ Феррі Ллансавел» («Briton Ferry Llansawel»).
Вони мали зіграти свій перший сезон у Третьому дивізіоні Валлійської футбольної ліги, замінивши «Британ Феррі Атлетік». «Саут Гауер» замінив «Ллансавел» після того, як той подав заявку на вступ до ліги.
Вперше в історії клубу, після перемоги в Чемпіоншипі 2023-24 рр., клуб вийшов до Прем'єр-ліги.